# Toyoresmi
Toyoresmi is een bestuurslaag in het regentschap Kediri van de provincie Oost-Java, Indonesië. Toyoresmi telt 2377 inwoners (volkstelling 2010).